# What's Up with That
What's Up with That è un singolo del gruppo musicale statunitense ZZ Top, pubblicato nel 1996 ed estratto dall'album Rhythmeen.

## Tracce
- 7"

1. What's Up with That – 3:35
2. Nasty Dogs and Funky Kings (Live) – 3:48

## Formazione
- Billy Gibbons – chitarra, voce
- Dusty Hill – basso, cori
- Frank Beard – batteria, cori